# Jean Quellien
Jean Quellien, né le 21 septembre 1946 à Coutances, est un historien français, spécialiste de la Seconde Guerre mondiale.

## Biographie
Né en 1946 à Coutances, Jean Quellien est titulaire d'une agrégation et d'un doctorat en histoire. Il est professeur émérite d'histoire contemporaine à l'université de Caen, ancien directeur de l'UFR d'Histoire à l'Université de Caen.
Il est spécialiste de la Seconde Guerre mondiale et de la vie politique et du mouvement ouvrier en Basse-Normandie.
Il participe, aux côtés de Denis Peschanski et Pierre Laborie, au renouvellement des parcours du Mémorial de Caen.

## Publications

### Ouvrages
- Jean Quellien, Bleus, blancs, rouges : politique et élections dans le Calvados 1870-1939, Caen, Annales de Normandie, coll. « Cahiers des Annales de Normandie » (no 18), 1986, 424 p.[4],[5],[6]
- Jean Quellien, Résistance et sabotages en Normandie, Corlet Publications, coll. « Resistance En Normandie », 1992, 144 p. Ouvrage réédité en 2004. Il a fait l'objet d'une recension par l'historien Gabriel Désert[7].
- Jean Quellien, La bataille de Normandie, la Normandie au cœur de la guerre, coll. « seconde guerre mondiale », 1992 Cet ouvrage a été réalisé pour le mémorial de Caen. Il a reçu des recensions par Olivier Chaline et Gabriel Désert[8],[9].
- Massacres nazis en Normandie. Les fusillés de la prison de Caen, avec Jacques Vico, Editions Charles Corlet, Condé-sur-Noireau, 1994. Réédition 2004[10]
- Histoire de la Seconde Guerre mondiale, Éditions Ouest-France, 1995, 384 p.  (ISBN 2-7373-1746-0) [lire un extrait sur Gallica]
- Opinions et comportements politiques dans le Calvados sous l'occupation allemande (1940-1944), Caen : Presses universitaires de Caen : Centre de recherche d'histoire quantitative : Université de Caen, 2001, 511 p.,  (ISBN 2-84133-106-7)[11]
- Bernard Garnier, Jean-Luc Leleu, Jean Quellien et Anne Simonin, Pourquoi résister ? Résister pour quoi faire ?, Caen, Centre de recherche d’histoire quantitative de Caen, 2006, 360 p.[12],[13].
- A. Dorna, J. Quellien et S. Simonnet, La propagande : images, paroles et manipulation, Paris, Éditions L’Harmattan, 2008[14].
- Les Américains en Normandie, éditions OREP, 2012, 256 p.  (ISBN 978-2-8151-0109-7)
- La Bataille de Normandie. 6 juin-12 septembre 1944. 100 jours en enfer, Paris, Paris : Tallandier, 2014 (réimpr. 2016), 447 p. (ISBN 979-10-210-0518-1)[15]
- Le jour J et la bataille de Normandie : la Normandie au cœur de la guerre, OREP éditions, 2015, 473 p. (ISBN 978-2-8151-0264-3)[2]
- La Seconde Guerre mondiale, Tallandier, 2015, 784 p.
- Les Normands dans la guerre, le temps des épreuves, 1939-1945, avec Françoise Passera, Tallandier, 2021, 795 p.  (ISBN 979-10-210-3635-2)[16],[17].

### Articles
- « La Presse du Pays d'Auge au XIXe siècle », Le Pays d'Auge, no 1, janvier-février 2003, p. 8-16.